# Шарлотт (Північна Кароліна)
Шарлотт (англ. Charlotte) — місто (англ. city) в США, в окрузі Мекленберг штату Північна Кароліна. Населення — 731 424 особи (2010). Населення Великого Шарлотт становить 2,8 млн (2005): 76 % — білі, 19 % — афроамериканці, 4,3 % — латиноамериканці. У метрополії до 10 тисяч.
Девіз регіону Шарлот — «Життя в балансі». Прізвисько: Місто королеви — «Queen city». Місто назване на честь королеви Шарлотти, принцеси Мекленбурзької і Стрелицької з Німеччини, дружини короля Англії Георга ІІІ. На цьому зв'язок з Німеччиною не закінчується — з 630 іноземних компаній, більшість з Німеччини як, наприклад, заводи Даймлер-Крайслер і БМВ.
Ключове розташування дало початок місту у 1799 році,— перехрестя Такасігі і Нації Броду сьогодні на розі вулиць Трейд і Трайон. Будівництво гідроелектростанції у 1904 році привабило текстильну індустрію з Нової Англії.
Ліберальні закони щодо фінансової діяльності дали змогу утворитися і зрости двом із найбільших банків Америки: Банк Америки (№ 2 в США, заснований 1901) і Ваковія Банк і Траст (№ 4 в США, заснований 1897). Можна сказати, що на нинішній день Шарлотт служить за другий фінансовий центр в Америці після Нью-Йорку та за домівку для 9-ти Форчун 500 компаній.
Шарлотт розташовано на кордоні штатів Південної і Північної Кароліни, які зараз по причині податкових пільг набувають статусу центра виробництва кіно.
Найбільший будинок — Банк Америки: 60 поверхів і висоту 265 метрів. У місті 14 хмарочосів вищих за 100 метрів; 1 — 60-поверховий, 5 — 40-53-поверхових, 6 — 30-36-поверхових, 11 — 20-28-поверхових.

## Географія
Шарлотт розташований за координатами 35°12′31″ пн. ш. 80°49′51″ зх. д. / 35.20861° пн. ш. 80.83083° зх. д. (35.208707, -80.830739). За даними Бюро перепису населення США в 2010 році місто мало площу 776,13 км², з яких 770,98 км² — суходіл та 5,15 км² — водойми.

### Клімат
Середня температура липня — +27 град., а січня — +5 град.
| Клімат : Шарлотт                                    | Клімат : Шарлотт | Клімат : Шарлотт | Клімат : Шарлотт | Клімат : Шарлотт | Клімат : Шарлотт | Клімат : Шарлотт | Клімат : Шарлотт | Клімат : Шарлотт | Клімат : Шарлотт | Клімат : Шарлотт | Клімат : Шарлотт | Клімат : Шарлотт | Клімат : Шарлотт |
| Показник                                            | Січ.             | Лют.             | Бер.             | Квіт.            | Трав.            | Черв.            | Лип.             | Серп.            | Вер.             | Жовт.            | Лист.            | Груд.            | Рік              |
| Абсолютний максимум, °C                             | 26,1             | 27,8             | 32,8             | 35,6             | 36,7             | 40,0             | 40,0             | 40,0             | 40,0             | 37,2             | 29,4             | 26,7             | 40,0             |
| Середній максимум, °C                               | 10,4             | 12,8             | 17,3             | 22,2             | 26,1             | 30,0             | 31,7             | 30,8             | 27,4             | 22,1             | 16,9             | 11,6             | 21,6             |
| Середній мінімум, °C                                | −1,3             | 0,4              | 4,1              | 8,3              | 13,2             | 18,1             | 20,1             | 19,6             | 15,8             | 9,3              | 4,0              | −0,1             | 9,3              |
| Абсолютний мінімум, °C                              | −20,6            | −20,6            | −15,6            | −6,1             | 0,0              | 7,2              | 11,7             | 10,0             | 3,3              | −4,4             | −11,7            | −20,6            | −20,6            |
| Середня кількість сонячних годин на місяць          | 173,3            | 180,3            | 234,8            | 269,6            | 292,1            | 289,2            | 290,0            | 272,9            | 241,4            | 230,5            | 178,4            | 168,5            | 2821             |
| Норма опадів, мм                                    | 87               | 84               | 102              | 77               | 81               | 95               | 93               | 107              | 82               | 86               | 80               | 83               | 1057             |
| Днів з опадами                                      | 9,7              | 9,4              | 9,6              | 8,8              | 9,6              | 10,2             | 10,8             | 9,8              | 7,1              | 6,9              | 8,4              | 9,6              | 109,9            |
| Днів зі снігом                                      | 1,0              | 0,5              | 0,2              | 0                | 0                | 0                | 0                | 0                | 0                | 0                | 0                | 0,2              | 1,9              |
| Вологість повітря, %                                | 65.7             | 61.8             | 61.5             | 59.3             | 66.9             | 69.6             | 72.2             | 73.5             | 73.3             | 69.9             | 67.6             | 67.3             | 67.4             |
| --------------------------------------------------- | ---------------- | ---------------- | ---------------- | ---------------- | ---------------- | ---------------- | ---------------- | ---------------- | ---------------- | ---------------- | ---------------- | ---------------- | ---------------- |
| Джерело: NOAA (relative humidity and sun 1961–1990) |                  |                  |                  |                  |                  |                  |                  |                  |                  |                  |                  |                  |                  |

## Демографія
Згідно з переписом 2010 року, у місті мешкали 731 424 особи в 289 860 домогосподарствах у складі 175 436 родин. Густота населення становила 942 особи/км². Було 319918 помешкань (412/км²).
Расовий склад населення:
| - 50,0 % — білих - 35,0 % — чорних або афроамериканців - 5,0 % — азіатів - 0,5 % — корінних американців - 0,1 % — вихідців з тихоокеанських островів - 6,8 % — осіб інших рас |

До двох чи більше рас належало 2,7 %. Частка іспаномовних становила 13,1 % від усіх жителів.
За віковим діапазоном населення розподілялося таким чином: 25,2 % — особи молодші 18 років, 66,3 % — особи у віці 18—64 років, 8,5 % — особи у віці 65 років та старші. Медіана віку мешканця становила 33,2 року. На 100 осіб жіночої статі у місті припадало 93,5 чоловіків; на 100 жінок у віці від 18 років та старших — 90,3 чоловіків також старших 18 років.
Середній дохід на одне домашнє господарство становив 80 960 доларів США (медіана — 53 637), а середній дохід на одну сім'ю — 96 719 доларів (медіана — 65 887). Медіана доходів становила 49 232 долари для чоловіків та 40 088 доларів для жінок. За межею бідності перебувало 16,8 % осіб, у тому числі 23,3 % дітей у віці до 18 років та 9,4 % осіб у віці 65 років та старших.
Цивільне працевлаштоване населення становило 401 559 осіб. Основні галузі зайнятості: освіта, охорона здоров'я та соціальна допомога — 18,9 %, науковці, спеціалісти, менеджери — 13,8 %, фінанси, страхування та нерухомість — 13,1 %.

## Транспорт
У 2007 році в місті відкрилася лінія швидкісного трамваю, після розширення відкритого у 2018 році довжина лінії складає приблизно 31 км з 26 станціями. Також в місті існує невелика лінія звичайного трамваю довжиною 2,4 км.
З міжнародного аеропорту «Шарлотт-Дуглас» є прямі рейси в Мюнхен, Франкфурт-на-Майні, Лондон, Торонто, Монреаль, Мехіко, Канкун, Санто-Домінго, Кариби.

## Спорт
Шарлотт має кілька професійних команд: «Кароліна Пантерс» (англ. Carolina Panthers) — член Національної футбольної ліги; «Шарлотт Горнетс» (англ. Charlotte Hornets) — член Національної баскетбольної асоціації.

## Уродженці
- Артур Ерл (1863—1926) — американський актор німого кіно.
- Ібен Александер (* 1953) — американський нейрохірург, насамперед відомий як автор книги «Доказ безсмертя. Подорож нейрохірурга в іншій світ»
- Дженніфер Нівен (* 1968) — американська письменниця.